# Immanuel Pherai
Immanuel-Johannes Pherai (Amsterdam, 25 aprile 2001) è un calciatore olandese naturalizzato surinamese, centrocampista dell'Amburgo e della nazionale surinamese.

## Biografia
È nato ad Amsterdam e ha origini surinamesi.

## Carriera

### Club
Cresciuto nel settore giovanile di AFC e AZ Alkmaar, nel 2017 è stato acquistato dal Borussia Dortmund. Il 17 settembre 2020 viene ceduto in prestito al PEC Zwolle, club di Eredivisie, per una stagione con opzione per la seconda. Esordisce in occasione del match di campionato contro l'AZ Alkmaar, subentrando a Jesper Drost. Il 28 novembre 2020 realizza il suo primo gol da professionista, segnando la rete del momentaneo 1-1 nel 2-2 finale tra VVV-Venlo e Zwolle.
Terminato il prestito, nella stagione 2021-2022 viene richiamato dal Borussia Dortmund. Con il Borussia Dortmund II esordisce il 24 luglio, realizzando il gol del definitivo 2-1 nella vittoria in 3. Liga contro lo Zwickau. Il 7 maggio 2022 esordisce in prima squadra, subentrando a Marco Reus in occasione del match di Bundesliga vinto dal Borussia per 3-1 in casa del Greuther Fürth.
Nell'estate del 2022 si trasferisce all'Eintracht Braunschweig, club neopromosso in 2. Bundesliga. Il 31 luglio realizza la sua prima rete con la maglia della nuova squadra, in occasione della partita di Coppa di Germania pareggiata per 4-4, e poi vinta ai tiri di rigore, con cui ha contribuito a eliminare l'Hertha Berlino.

### Nazionale
Ha giocato per tutte le fasce di età della nazionale olandese, dall'Under-15 all'Under-19.
Nel 2024 accetta la convocazione in nazionale di Stanley Menzo, ct del Suriname. Esordisce il 5 giugno nelle qualificazioni ai mondiali contro Saint Vincent e Grenadine, in cui disputa il match da titolare.
Il 25 marzo 2025 realizza il suo primo gol per la selezione surinamese decidendo la sfida vinta in casa della Martinica (0-1).

## Statistiche

### Presenze e reti nei club
Statistiche aggiornate al 18 gennaio 2025.
| Stagione        | Squadra                | Campionato      | Campionato | Campionato | Coppe nazionali | Coppe nazionali | Coppe nazionali | Coppe continentali | Coppe continentali | Coppe continentali | Altre coppe | Altre coppe | Altre coppe | Totale | Totale | Totale |
| Stagione        | Squadra                | Comp            | Pres       | Reti       | Comp            | Pres            | Reti            | Comp               | Pres               | Reti               | Comp        | Pres        | Reti        | Pres   | Reti   |        |
| --------------- | ---------------------- | --------------- | ---------- | ---------- | --------------- | --------------- | --------------- | ------------------ | ------------------ | ------------------ | ----------- | ----------- | ----------- | ------ | ------ | ------ |
| 2020-2021       | PEC Zwolle             | E               | 27         | 2          | CO              | 1               | 0               | -                  | -                  | -                  | -           | -           | -           | 28     | 2      |        |
| 2021-2022       | Borussia Dortmund II   | 3L              | 31         | 6          | -               | -               | -               | -                  | -                  | -                  | -           | -           | -           | 31     | 6      |        |
| 2021-2022       | Borussia Dortmund      | BL              | 1          | 0          | CG              | 0               | 0               | UCL+UEL            | -                  | -                  | SG          | -           | -           | 1      | 0      |        |
| 2022-2023       | Eintracht Braunschweig | 2L              | 27         | 9          | CG              | 2               | 1               | -                  | -                  | -                  | -           | -           | -           | 29     | 10     |        |
| 2023-2024       | Amburgo                | 2L              | 29         | 3          | CG              | 2               | 1               | -                  | -                  | -                  | -           | -           | -           | 31     | 4      |        |
| 2024-2025       | Amburgo                | 2L              | 13         | 0          | CG              | 1               | 2               | -                  | -                  | -                  | -           | -           | -           | 14     | 2      |        |
| Totale Amburgo  | Totale Amburgo         | Totale Amburgo  | 42         | 3          |                 | 3               | 3               |                    | -                  | -                  |             | -           | -           | 45     | 6      |        |
| Totale carriera | Totale carriera        | Totale carriera | 128        | 20         |                 | 6               | 4               |                    | -                  | -                  |             | -           | -           | 134    | 24     |        |

### Cronologia presenze e reti in nazionale
| Cronologia completa delle presenze e delle reti in nazionale ― Suriname | Cronologia completa delle presenze e delle reti in nazionale ― Suriname | Cronologia completa delle presenze e delle reti in nazionale ― Suriname | Cronologia completa delle presenze e delle reti in nazionale ― Suriname | Cronologia completa delle presenze e delle reti in nazionale ― Suriname | Cronologia completa delle presenze e delle reti in nazionale ― Suriname | Cronologia completa delle presenze e delle reti in nazionale ― Suriname | Cronologia completa delle presenze e delle reti in nazionale ― Suriname |
| Data                                                                    | Città                                                                   | In casa                                                                 | Risultato                                                               | Ospiti                                                                  | Competizione                                                            | Reti                                                                    | Note                                                                    |
| ----------------------------------------------------------------------- | ----------------------------------------------------------------------- | ----------------------------------------------------------------------- | ----------------------------------------------------------------------- | ----------------------------------------------------------------------- | ----------------------------------------------------------------------- | ----------------------------------------------------------------------- | ----------------------------------------------------------------------- |
| 5-6-2024                                                                | Paramaribo                                                              | Suriname                                                                | 4 – 1                                                                   | Saint Vincent e Grenadine                                               | Qual. Mondiali 2026                                                     | -                                                                       | 75’                                                                     |
| 8-6-2024                                                                | The Valley                                                              | Anguilla                                                                | 0 – 4                                                                   | Suriname                                                                | Qual. Mondiali 2026                                                     | -                                                                       |                                                                         |
| 5-9-2024                                                                | Leonora                                                                 | Guyana                                                                  | 1 – 3                                                                   | Suriname                                                                | CONCACAF Nations League 2024-2025 - 1º turno                            | -                                                                       | 63’                                                                     |
| 9-9-2024                                                                | Le Gosier                                                               | Guadalupa                                                               | 1 – 0                                                                   | Suriname                                                                | CONCACAF Nations League 2024-2025 - 1º turno                            | -                                                                       | 62’                                                                     |
| 11-10-2024                                                              | Paramaribo                                                              | Suriname                                                                | 1 – 1                                                                   | Costa Rica                                                              | CONCACAF Nations League 2024-2025 - 1º turno                            | -                                                                       | 77’                                                                     |
| 15-10-2024                                                              | Paramaribo                                                              | Suriname                                                                | 5 – 1                                                                   | Guyana                                                                  | CONCACAF Nations League 2024-2025 - 1º turno                            | -                                                                       | 29’ 46’                                                                 |
| 15-11-2024                                                              | Paramaribo                                                              | Suriname                                                                | 0 – 1                                                                   | Canada                                                                  | CONCACAF Nations League 2024-2025 - Quarti di finale                    | -                                                                       | 85’ 90+1’                                                               |
| 21-3-2025                                                               | Paramaribo                                                              | Suriname                                                                | 1 – 0                                                                   | Martinica                                                               | Qual. Gold Cup 2025                                                     | -                                                                       | 61’                                                                     |
| 25-3-2025                                                               | Fort-de-France                                                          | Martinica                                                               | 0 – 1                                                                   | Suriname                                                                | Qual. Gold Cup 2025                                                     | 1                                                                       | 58’                                                                     |
| 18-6-2025                                                               | Arlington                                                               | Suriname                                                                | 0 – 2                                                                   | Messico                                                                 | Gold Cup 2025 - 1° turno                                                | -                                                                       | 71’                                                                     |
| 22-6-2025                                                               | Arlington                                                               | Rep. Dominicana                                                         | 0 – 0                                                                   | Suriname                                                                | Gold Cup 2025 - 1° turno                                                | -                                                                       | 66’ 75’                                                                 |
| Totale                                                                  |                                                                         | Presenze                                                                | 11                                                                      |                                                                         | Reti                                                                    | 1                                                                       |                                                                         |